# 盈余惯性
在经济学和会计学中，盈余惯性（post–earnings-announcement drift，PEAD）是一种在财务公布后的数周甚至数月内，仍然向超额回报方向连续获取超额收益的趋势。
通常认为公司的财务现状被公布后，信息应当很快被投资者消化并反映在市场价格中。然而，长久以来被注意到，实际情况并非如此。对于那些获得了季度性较高利润的公司，他们的超额资产回报倾向于在公布盈利额度后向该方向再“漂移”至少六十天。类似地，报告较差的公司同样倾向于向不利方向漂移同样长的时间。这种现象被称为盈余惯性。
该现象首先由Ray J. Ball和P. Brown在《会计学期刊》的“An empirical evaluation of accounting income numbers”一文首先描述。该文发表于1968年秋季，pp. 159-178。作为一种主要的盈利异常，这种健壮的现象反驳了效率市场假说（Efficient-market hypothesis）。PEAD也因此成为金融市场最为深入研究的现象之一。